# Alkoholpulver
Alkoholpulver, auch Trockenalkohol genannt, ist ein ethanolhaltiges Pulver. Es besteht aus Dextrinen, die mit Ethanol getränkt sind.  Durch Auflösen in Wasser entsteht ein alkoholisches Getränk. Andere Anwendungsmöglichkeiten sind die Zugabe zu Süßspeisen oder zu festen Arzneimitteln. Seit der Entwicklung wurden mehrfach Alkoholpulver-Produkte auf den Markt gebracht, ohne jedoch große Verbreitung zu erreichen.

## Entwicklung
Im Jahre 1972 wurde in den USA von der General Foods Corporation erstmals ein Patent auf ein Alkohol enthaltendes Pulver angemeldet. 2005 testete Stiftung Warentest das deutsche Produkt Subyou.
Im Juni 2007 gaben niederländische Studenten bekannt, ein Alkoholpulver namens Booz2go entwickelt zu haben, das in Wasser aufgelöst ein Getränk mit Limettengeschmack und -farbe und einem Alkoholgehalt von drei Prozent ergibt. Sowohl Jost-Henner Nies, der Hersteller von Subyou, als auch die niederländischen Studenten geben Jugendliche als Zielgruppe an. So sagte Harm van Elderen in einem Interview mit Reuters: „Wir zielen auf Jugendliche ab. Die sind interessierter, weil man es [das Alkoholpulver] mit Bacardi-Mix-Getränken vergleichen kann“. Das amerikanische Unternehmen Lipsmark zielt mit seinem Palcohol genannten Produkt dagegen nach eigenen Angaben vor allem auf Sportler und Reisende, die keine schweren Glasflaschen transportieren möchten. Es wurde allerdings intensive Werbung an eine jugendliche Zielgruppe gerichtet. Die Zulassung für das Alkoholpulver wurde 2014 vom Alcohol and Tobacco Tax and Trade Bureau (TTB) der USA erst erteilt, dann aber wieder zurückgezogen.
Ein weiteres Alkoholpulver (damals in Presseberichten auch Wodka-Pulver genannt) wurde 2010 in Russland, schwerpunktmäßig für den Einsatz in der Tiermedizin, entwickelt, da Tiere alkoholhaltige Arzneimittel in flüssiger Form häufig nicht freiwillig zu sich nehmen. Es war auch für den menschlichen Verzehr geeignet, wurde aber nicht für denselben vermarktet.

## Rechtliche Problematik
Die rechtliche Bewertung von trinkalkoholhaltigem Pulver ist noch nicht geklärt. In Deutschland wird vor allem kritisiert, dass mit Alkoholpulver die Branntweinsteuer, die Sonderabgabe auf Alcopops und das Getränkepfand umgangen wird und vor allem Jugendliche stark missbrauchsgefährdet seien. Gesetzliche Beschränkungen des Vertriebs oder der Abgabe von alkoholischen Getränken gelten im Allgemeinen nur für Flüssigkeiten. In den meisten Ländern könnte pulverbasierter Alkohol also sogar an Jugendliche verkauft werden und wäre von Alkoholsteuern nicht betroffen. In den USA wird Alkoholpulver bisher als Geschmacksstoff für Puddings und Eiscreme verwendet. Ein US-Hersteller bereitet jedoch  eine Produktreihe von Alkoholgetränkepulvern vor, das den üblichen Alkoholgesetzen unterworfen ist.